# Denjin Makai
Denjin Makai (電神魔傀) ou Ghost Chaser Densei (ゴーストチェイサー電精) est un  jeu d'action Beat'em up en 2D à thème cyberpunk. Le jeu a été développé par Winkysoft et édité par Banpresto sur Arcade sous le nom Denjin Makai et porté sur Super Nintendo le 23 septembre 1994 uniquement au Japon.

## Synopsis
En 2079, l'anarchie règne dans les villes où le crime organisé fait sa loi. Le gouvernement tente de rétablir l'ordre en envoyant l'unité des Ghost chaser pour faire le ménage.

## Système de jeu
Le jeu est composé de 5 niveaux à défilement horizontal. Il y a 3 personnages jouables : le héros Makai, la femme-chat Iyo et le robot Belva qui ont des habilitées différentes. La version Arcade comporte 3 personnages supplémentaires : la policière Kurokishi, le lézard anthropoïde Zeldia et le lutteur Tulks.

## Série
1. Denjin Makai / Ghost Chaser Densei (1994, Arcade,SNES)
2. Guardians: Denjin Makai II (1996, Arcade)